# Little Big Planet 2
Little Big Planet 2 är ett plattformsspel utvecklat av Media Molecule. Det är uppföljaren till Little Big Planet. Spelet släpptes till Playstation 3 i januari 2011. I Little Big Planet 2 kan spelaren utöver handlingen bland annat göra egna banor och filmer. Andra tillägg är att spelaren kan göra helt nya, fullständiga, spel, till exempel Bomberman eller Pac-man. En spelare kan även ta del av vad andra spelare skapat. Spelet baserar sig, likt sin föregångare, alltså på mottot "Spela, Skapa, Dela" ("Play, Create, Share").

## Handling
Sackboy är glad att inga mer krav ställs på honom efter hans tidigare framgångsrika äventyr med att återställa ordningen på Little Big Planet. Tills en inter-dimensionell 1800-watts dammsugare dyker upp på himlen och suger upp Sackboy och resten av planetens invånare. Larry Da Vinci, ledaren av den hemliga organisationen "De allierade" räddar honom från vad de kallar "Negativitron". Organisationen har åtagit sig uppdraget att bekämpa "Negativitron" och besegra den innan den förstör hela kosmos.

## Världar
Det finns totalt 6 olika världar att ta sig igenom. 
De heter: "Da Vincis Hideout" "Victorias Labaratory" "The Factory Of A Better Tomorrow" "Eve's Asylum" och "The Cosmos"

## Nerladdningsbara paket
Spelare som har laddat ner paket från det föregående spelet Little Big Planet, kan använda det i Little Big Planet 2.